# (464152) 2014 YF22
(464152) 2014 YF22 es un asteroide perteneciente al cinturón de asteroides, descubierto el 16 de enero de 2004 por el equipo Spacewatch desde el Observatorio Nacional de Kitt Peak (Arizona, Estados Unidos).